# Rotten.com
Rotten.com foi um site chocante ativo de 1996 a 2012. O site, que tinha o slogan "Um arquivo de ilustrações perturbadoras", era dedicado a curiosidades mórbidas, fotos de atos violentos, deformidades, fotografias forenses e de autópsias, representações de atos sexuais perversos e curiosidades históricas perturbadoras ou misantrópicas. Fundado em 1996, era administrado por um desenvolvedor conhecido como Soylent Communications. As atualizações do site diminuíram em 2009, com a atualização final em fevereiro de 2012. A primeira página do site foi arquivada pela última vez em fevereiro de 2018.

## História
No final de 1996, Soylent escreveu um programa que identificava nomes de domínio da Internet não registrados consistindo em uma palavra com uma entrada de dicionário correspondente. "Rotten" foi uma das palavras não reivindicadas, e Soylent passou a registrar rotten.com no mesmo ano. O Rotten.com se apresentava como um bastião da liberdade de expressão online, em uma época em que as regras de censura em alguns países começavam a restringir o acesso à internet.
Rotten.com tinha um layout espartano; nenhuma imagem em miniatura (thumbnail) estava presente ao lado dos links, e os links tinham descrições de uma linha expressas em humor mórbido, muitas vezes sem dar dicas de seu conteúdo. O conteúdo consistia em imagens enviadas pelo usuário, com os próprios desenvolvedores raramente postando conteúdo. Embora os envios tenham sido marcados como "reais", muitas vezes eles foram atribuídos erroneamente; em uma instância, um arquivo enviado como "motorcycle.jpg" recebeu a descrição de retratar um acidente de motocicleta, mas os desenvolvedores admitiram que provavelmente foi uma tentativa de suicídio com espingarda.
O Rotten.com recebeu uma suposta imagem de uma equipe médica recuperando o corpo da princesa Diana em um acidente de carro, embora isso tenha sido posteriormente confirmado como falso. No entanto, devido ao grande interesse no acidente, a imagem foi postada de qualquer maneira, resultando em um grande pico de tráfego. O site também foi um dos primeiros sites a publicar imagens dos saltadores de 11 de setembro das Torres Gêmeas, sob o título "Swan Dive".